# David Cosandey
Pour les articles homonymes, voir Cosandey.
David Cosandey, né en 1965 à Boston, est un essayiste suisse.

## Biographie
David Cosandey naît en 1965 à Boston. Son père est chimiste ; sa mère, enseignante.
Il grandit près de Vufflens-le-Château, dans le canton de Vaud. Après l'école secondaire inférieure à Morges et le gymnase à Lausanne , il fait des études de physique à l'Université de Lausanne, dont il sort diplômé en 1989. Il est titulaire d'un doctorat de l'Université de Berne en physique quantique, obtenu en 1994.
Il travaille à partir de 1997 dans une banque à Zurich, dans le domaine de la gestion du risque.
Il est marié et père de deux enfants.
Il est l’auteur d’ouvrages sur l'essor de la civilisation occidentale dans l’histoire des sciences, ainsi que sur le système des retraites.

## Idées

### Thalassographie articulée
David Cosandey soutient que c'est la présence d'États stables et d'une concurrence stimulante qui a permis le développement de la science en Europe. Il introduit à cet effet l’hypothèse et le néologisme de la « thalassographie articulée » et utilise l’outil mathématique de fractale.
La thalassographie articulée désigne, pour son auteur, le rapport entre la masse continentale et le tracé des côtes.
Selon David Cosandey, ce rapport influence directement la géopolitique d'une région continentale. Ainsi selon lui, l'Europe bénéficiait d'une bonne thalassographie avec une masse continentale importante, en un seul bloc, mais avec un dessin côtier très découpé, avec par exemple de nombreuses péninsules. Ce dessin était favorable à la création d'États stables et rivaux et donc d’une concurrence stimulante pour l'invention scientifique, alors que des voies maritimes favorisent les échanges commerciaux entre toutes les parties du continent.
Selon lui, seule l'Europe, avec sa géographie spécifique, a pu échapper, au contraire de ce qu'ont connu régulièrement les autres civilisations, au choix entre une unité politique totale ou des divisions instables. Il explique le décollage technologique et économique de l’Europe après le haut Moyen Âge et la domination du monde qui s'est ensuivie.
Pour démontrer sa théorie du décollage de l'Europe, il réfute d'autres causes comme l'influence de la religion par exemple. Ce faisant, il met en avant le rôle des Universités en niant la dimension chrétienne de grands universitaires comme Saint-Thomas-d'Aquin, Robert de Sorbon ...

### Retraites
David Cosandey reproche au système des retraites d'être découplé du nombre d'enfants élevés, ce qui a contribué à inverser le coût de l'enfant, d'un apport positif à négatif.

## Œuvres
- La faillite coupable des retraites. Comment nos assurances vieillesse font chuter la natalité, Harmattan, Paris, 2003. (OCLC 53961679)
- L'Europe et la science, Centre européen de la culture, Lausanne ; Actes sud, Arles, 1998. (OCLC 41027034)
- Le secret de l'Occident. Du miracle passé au marasme présent, Arléa, Paris, 1997. (OCLC 38898170)[5]
- Le secret de l'Occident. Vers une théorie générale du progrès scientifique, Flammarion, coll. Champs, Paris, 2007.  (ISBN 978-2-0812-0363-1)[2],[6]
- La théorie du système d'États stables et prospères, une philosophie de l'histoire réussie ?, chapitre 15 dans Alexandre Escudier et Laurent Martin (éd.), Histoires universelles et philosophies de l'histoire, Paris, Les Presses de Sciences Po, 2015, 405 p., p. 301-323. Actes d'un colloque du Centre culturel international de Cerisy-la-Salle tenu du 1er au 8 septembre 2008 (programme en ligne), notice éditeur en ligne, recension critique en ligne.